# Veerdiensten in Friesland

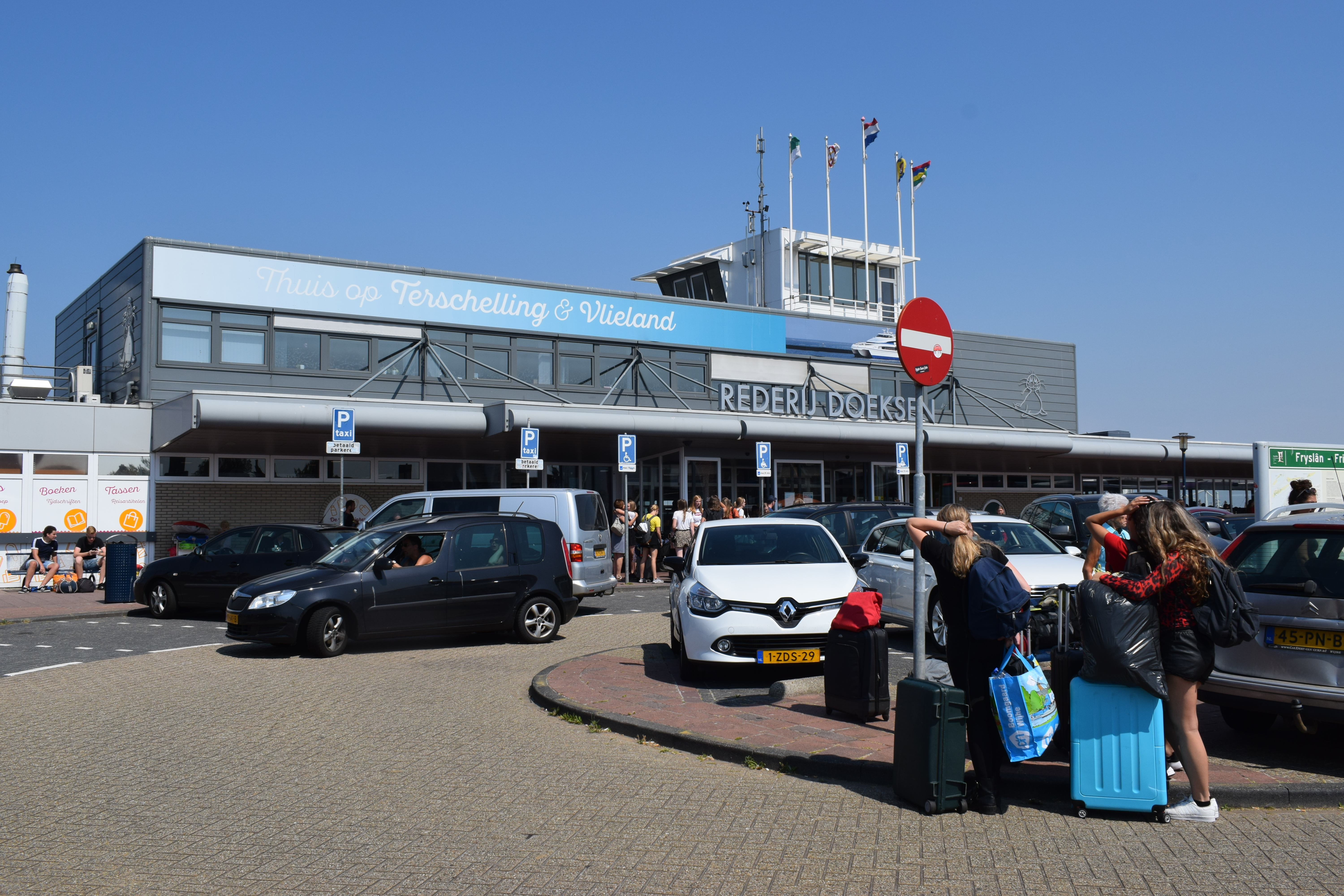
Veerterminal Harlingen

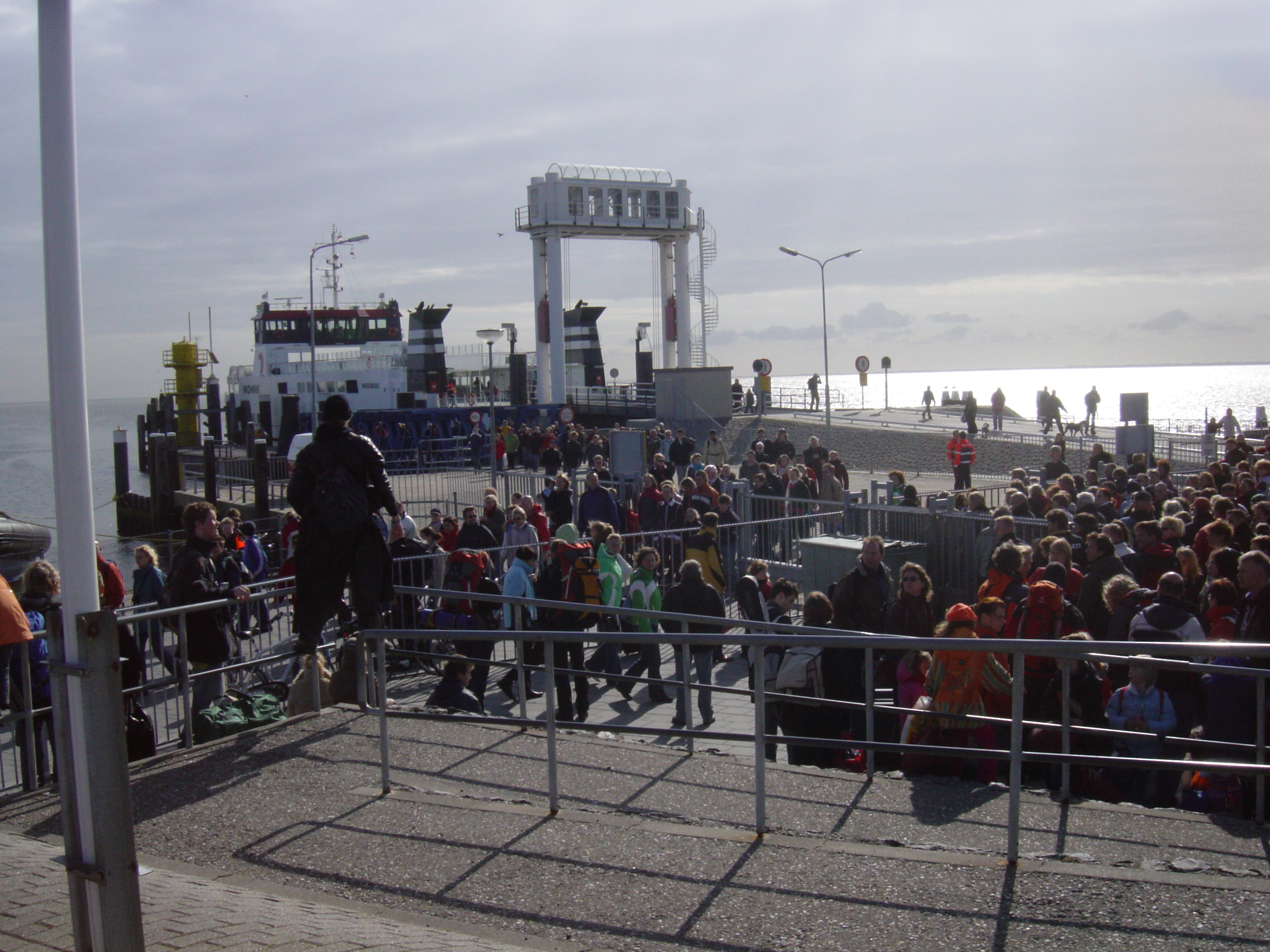
Veerdam te Schiermonnikoog

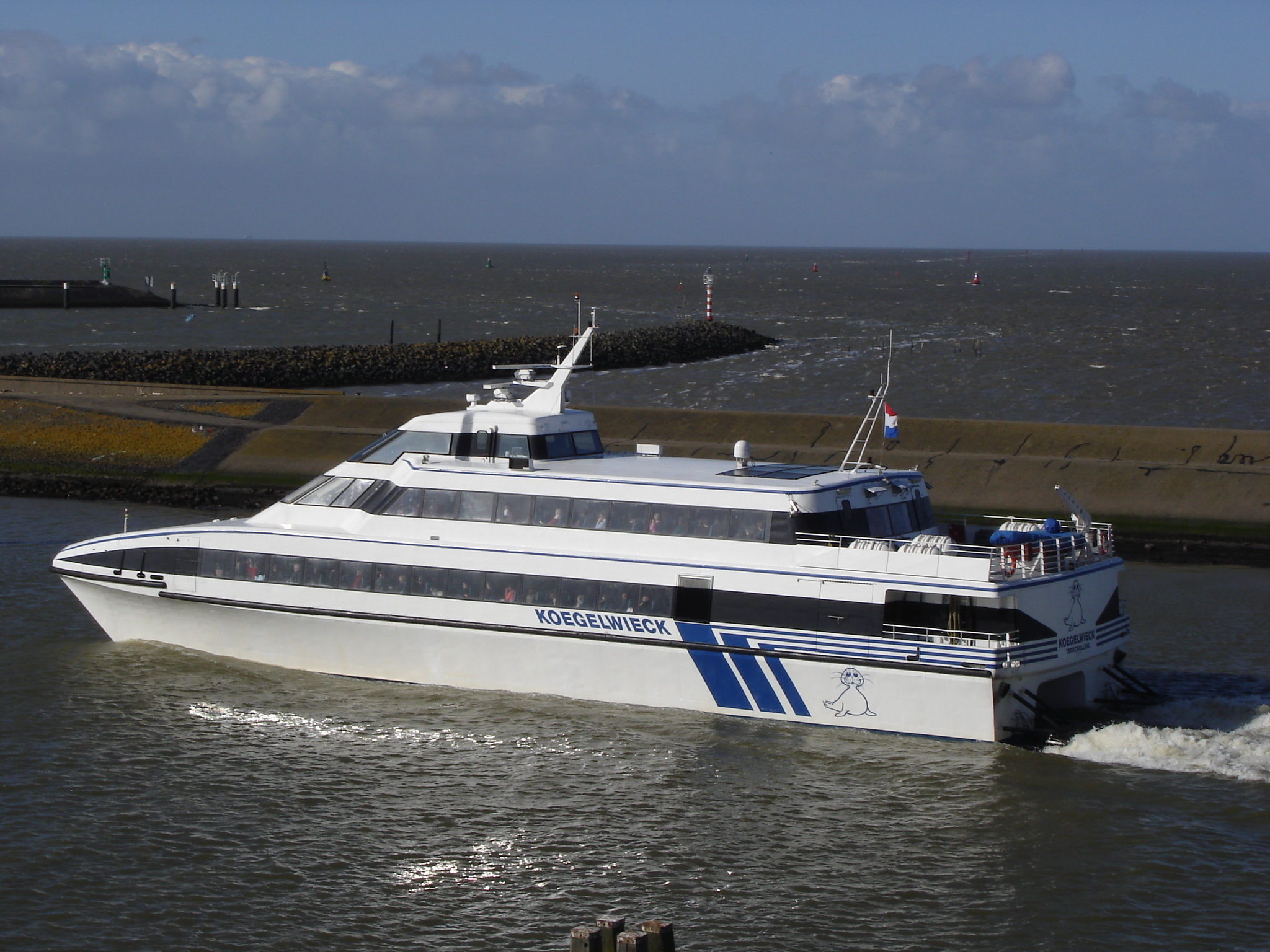
De Koegelwieck.

Veerdiensten in Friesland geeft een overzicht van veerboten, veerponten en de fiets- en voetveren in Friesland.

## Veerboot
| Veerbootverbinding           | Uitbater                               | Bijzonderheden          | Bereikbaarheid met Openbaar Vervoer                                      |
| ---------------------------- | -------------------------------------- | ----------------------- | ------------------------------------------------------------------------ |
| Harlingen – Vlieland         | Rederij Doeksen                        |                         | Station Harlingen Haven Buslijnen 71, 97, 99 en 199                      |
| Harlingen – Terschelling     | Rederij Doeksen                        |                         | idem                                                                     |
| Harlingen – Terschelling     | Rederij EVT (Overgenomen door Doeksen) | Sneldienst, wel auto's  | idem                                                                     |
| Vlieland – Terschelling      | Rederij Doeksen                        | Sneldienst, geen auto's | n.v.t.                                                                   |
| Holwerd – Ameland            | Wagenborg Passagiersdiensten           |                         | Buslijn 60, 66 en 166, Leeuwarden - Holwerd                              |
| Lauwersoog – Schiermonnikoog | Wagenborg Passagiersdiensten           |                         | Buslijn 155, Leeuwarden - Lauwersoog Buslijn 163, Groningen - Lauwersoog |
| Esonstad – Schiermonnikoog   | Wagenborg Passagiersdiensten           | Sneldienst, geen auto's | Buslijn 155 en 552                                                       |
| Enkhuizen - Stavoren         | V & O B.V                              | geen auto's             | Station Stavoren. Buslijn 103                                            |

Toelichting:
- Lauwersoog ligt in de provincie Groningen aan de grens met Friesland.
- Buslijnen Friesland: Arriva, Groningen: Qbuzz

## Veerpont

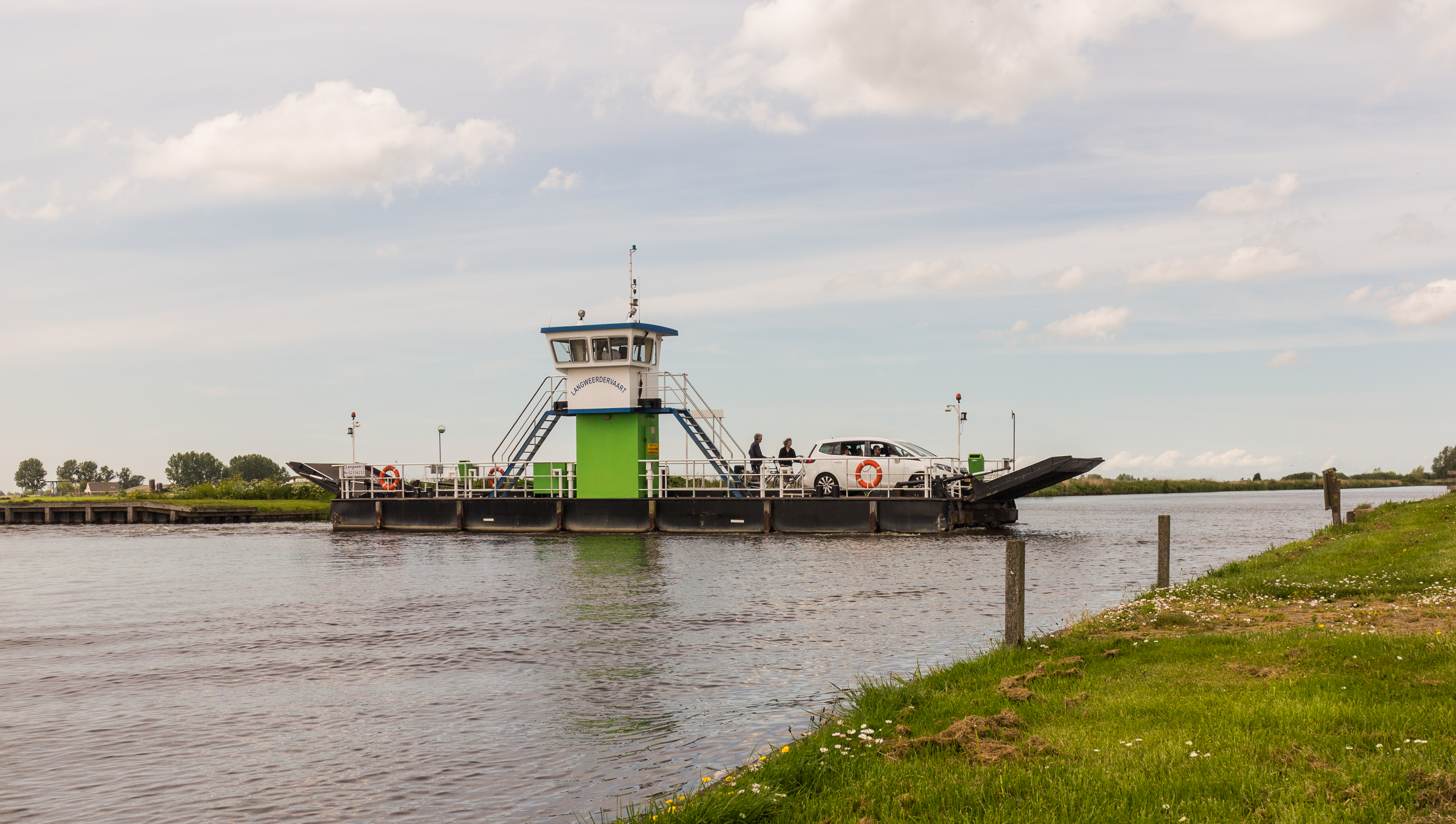
Pont over de Langweerdervaart

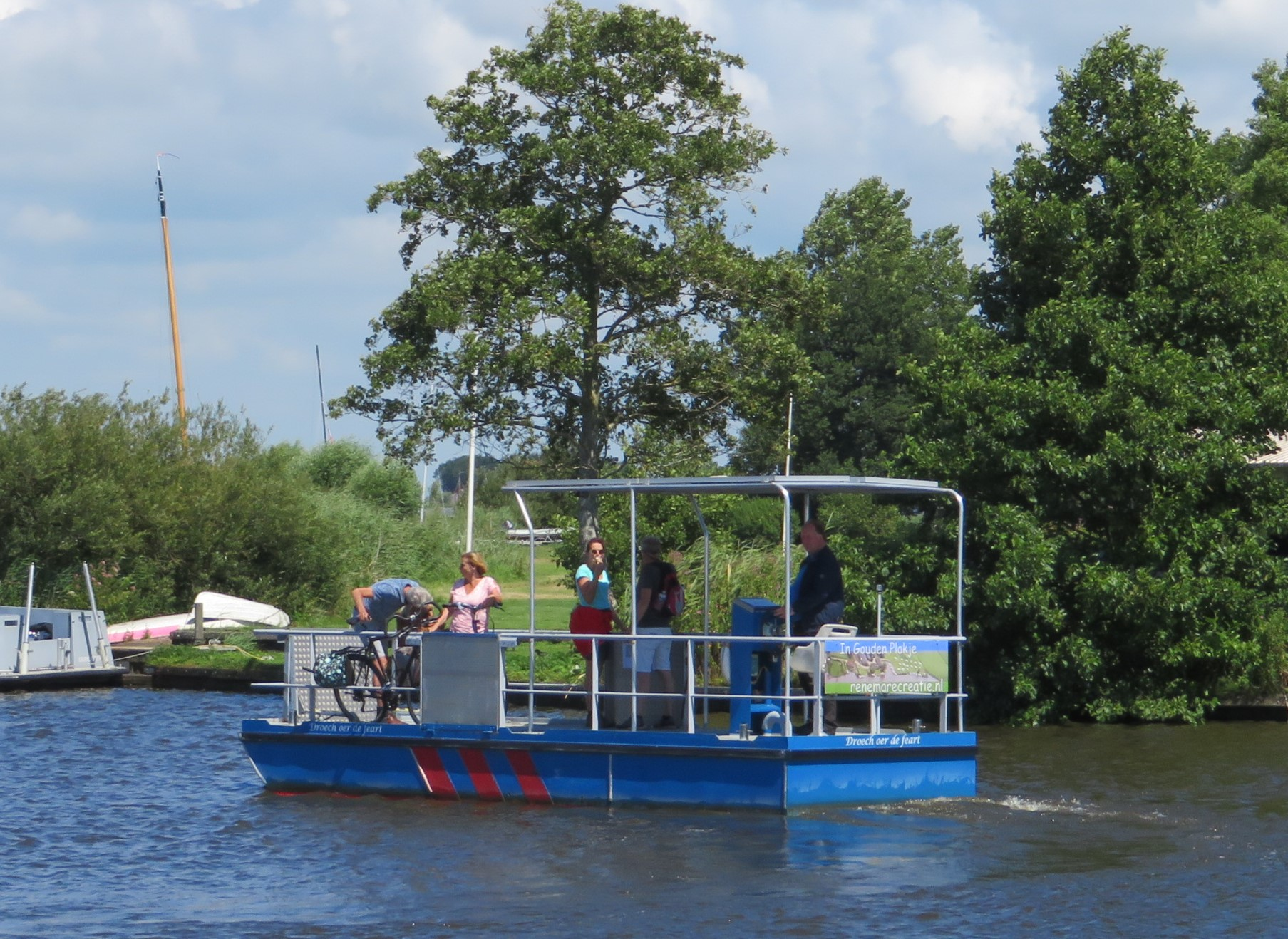
Fiets- en voetveer over de Grons bij Kleine Gaastmeer

### Bediening (tegen betaling)
- Prinses Margrietkanaal, veerpont De Burd, tussen Grouw en het eiland De Burd.
- Prinses Margrietkanaal, fiets- en voetveer, tussen Wartena en Eernewoude.
- Prinses Margrietkanaal, pont Kolmeersland, tussen Sneek/Offingawier en Kolmeersland.
- Prinses Margrietkanaal, fiets- en voetveer, tussen Suawoude en Garijp.
- De Graft, fiets- en voetveer, tussen eiland De Burd en Siteburen
- Wijde Ee, fiets- en voetveer, tussen De Veenhoop en Oudega.
- Langweerdervaart, pont, tussen Langweer en de Rijksweg 7.
- Scharsterrijn, fiets- en voetveer, bij Boornzwaag.
- De Grons, fiets- en voetveer, tussen Kleine Gaastmeer en Nijhuizum.
- Fiets- en voetveer tussen Gaastmeer en It Heidenskip.
- Rijnsloot, fiets- en voetveer, in de Brekkenpolder tussen Lemmer en Spannenburg.
- Deel, fiets- en voetveer, tussen Akkrum en Vegelinsoord.
- Dokkumer Ee, fiets- en voetveer, bij Wijns.
- Van Harinxmakanaal, fiets-en voetveer, bij Kingmatille (Keimpetille) / Zweins.
- Sneekermeer, Poieszboot, veerboot tijdens Sneekweek, tussen Sneek en Kolmeersland.
- Noorder Oudeweg, fiets- en voetveer Rufus, ten noorden van Broek-Noord.

### Zelfbediening
- Tjonger, fiets- en voetveer, bij Rotstergaast.
- Nieuwe Vaart, fiets- en voetveer, tussen Nij Beets en Uilesprong.
- Linde, fiets- en voetveer op de grens van Friesland en Overijssel, tussen Oldetrijne en Oldemarkt.

## Fotogalerij

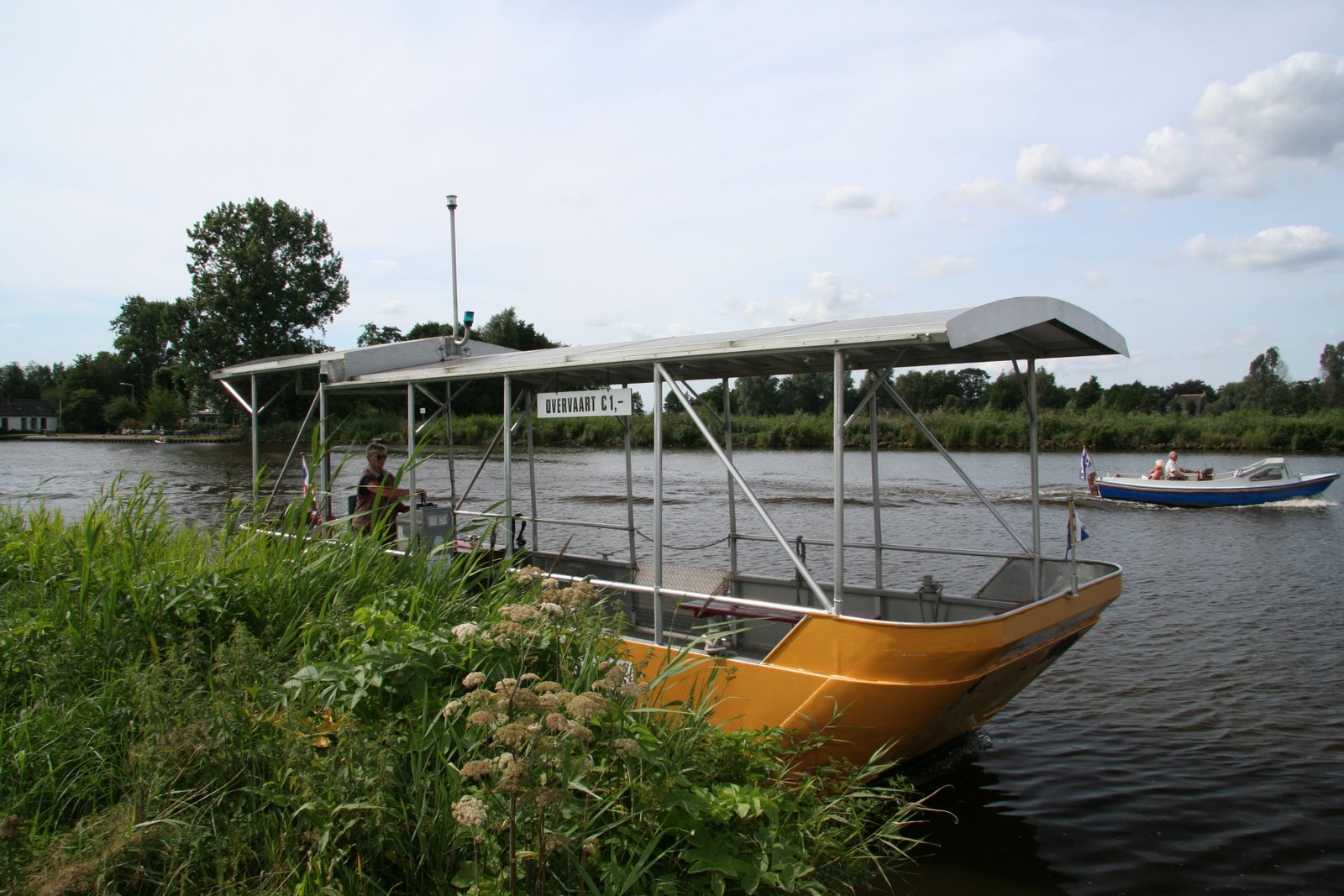
Prinses Margrietkanaal, fiets- en voetveer bij Suawoude
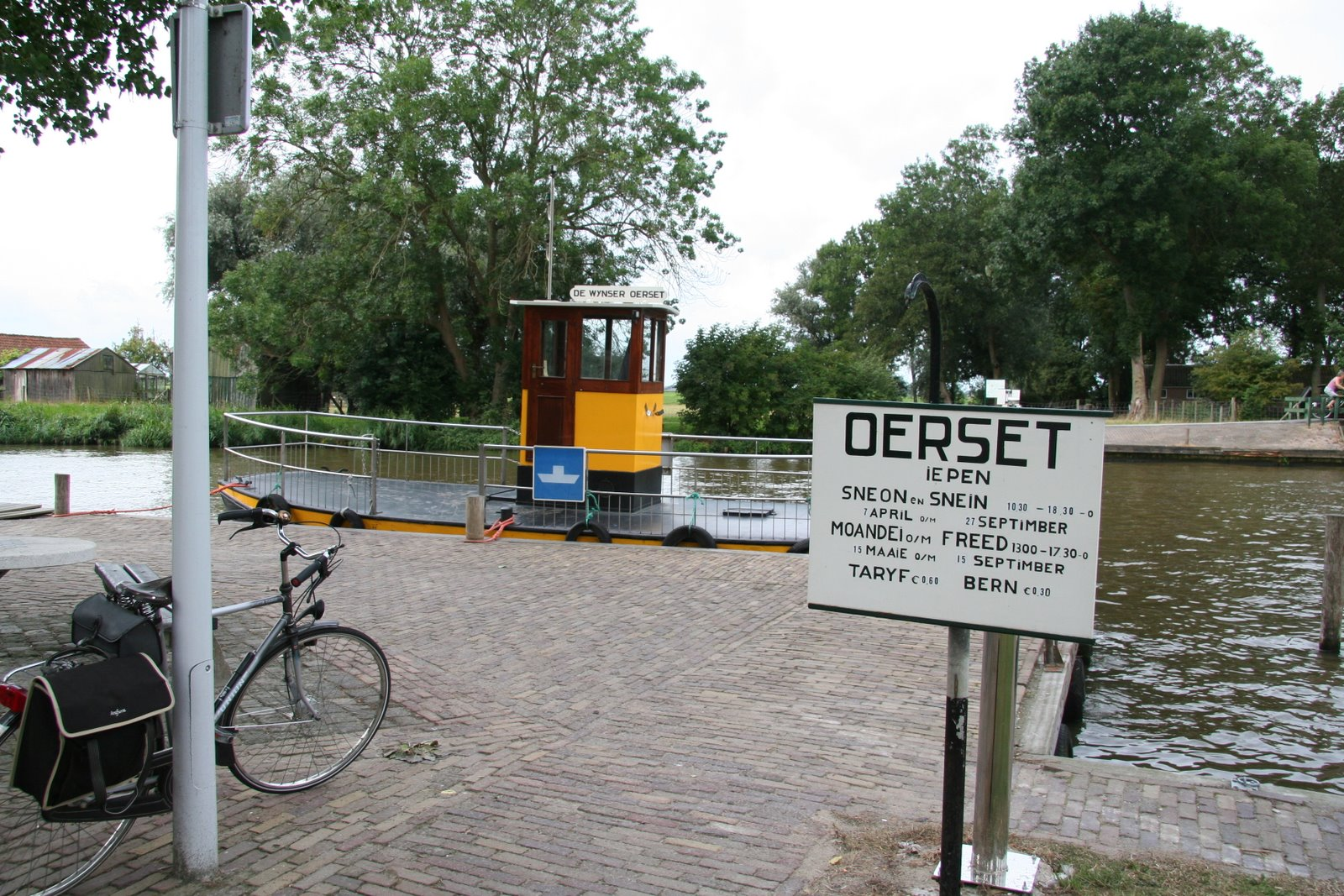
Dokkumer Ee, fiets- en voetveer Oerset bij Wijns
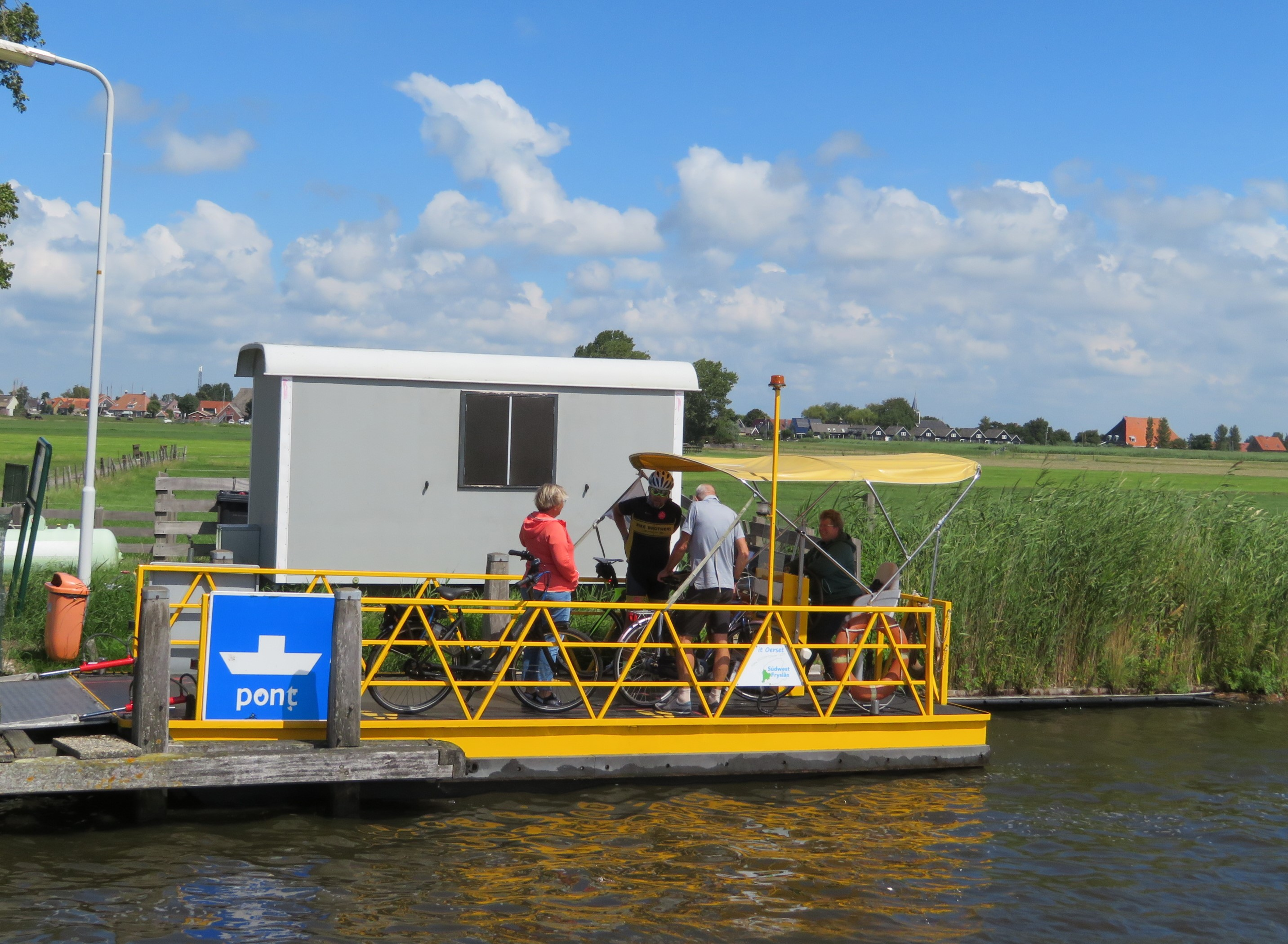
Veerpont bij It Heidenskip over de Yntemasloot
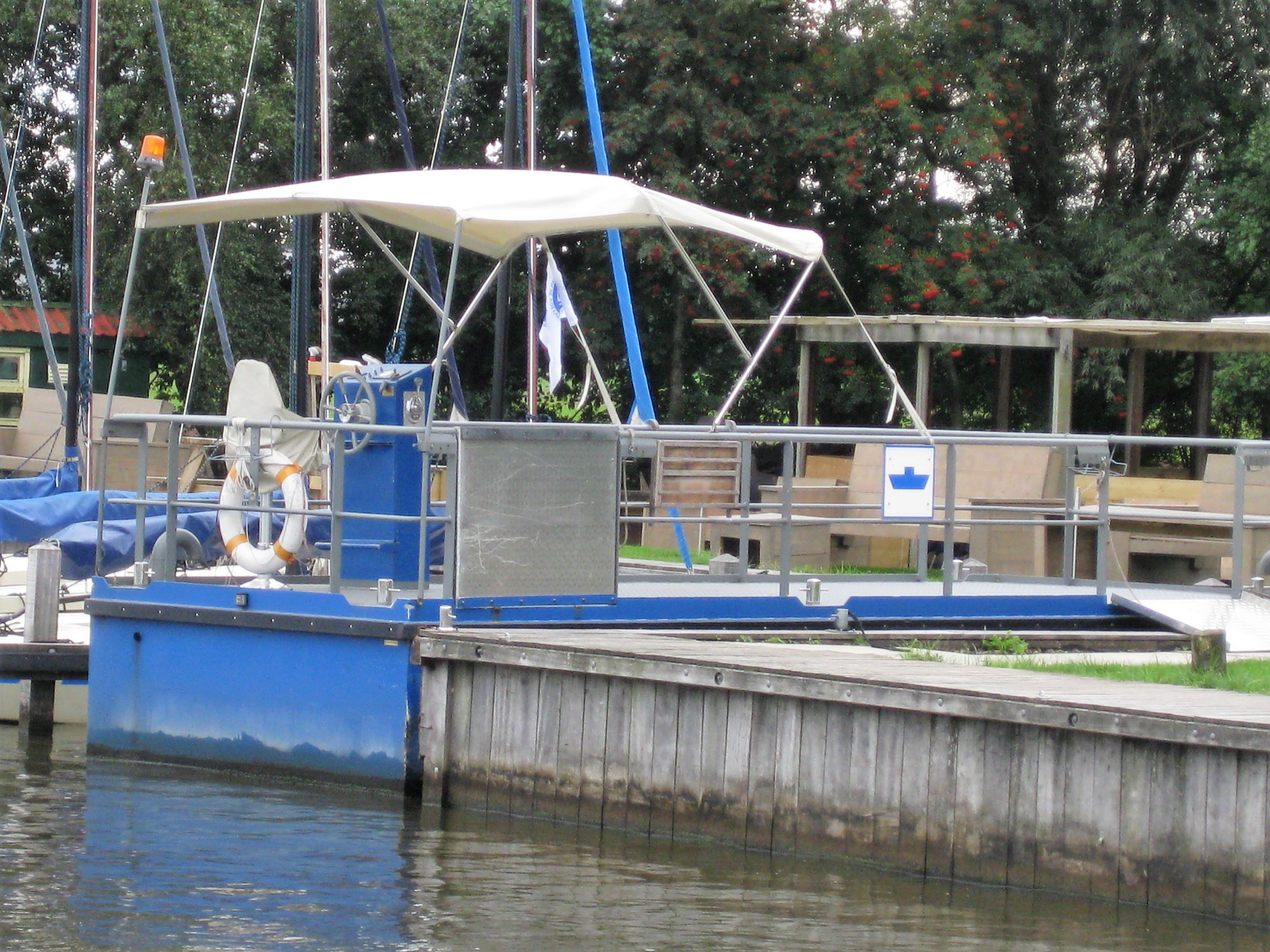
Veerpont Rufus over de Noorder Oudeweg
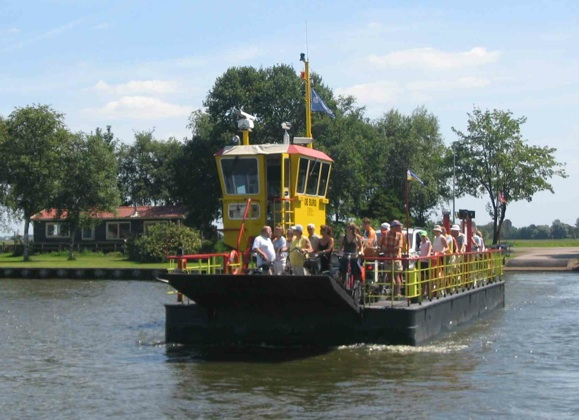
Veerpont De Burd